# 봉은사 목 십육나한상
봉은사 목 십육나한상(奉恩寺 木 十六羅漢像)은 서울특별시 강남구 삼성동, 봉은사에 있는 조선시대의 불상이다. 2007년 9월 27일 서울특별시의 유형문화재 제228호로 지정되었다.

## 개요
봉은사 영산전에 봉안되어 있는 목조십육나한상은 석가불 좌상과 가섭·아난존자 삼존상의 좌우에 8구씩 배치되어 있다. 대체로 십육나한상의 배치는 좌측에 1, 3, 5, 7, 9, 11, 13, 15상이 봉안되고, 우측에 2, 4, 6, 8, 10, 12, 16상이 봉안되는 것이 통례이나, 현재 봉은사 영산전의 십육나한상은 그 순서가 교란되어 원 위치와 다르며, 16구 가운데 4구는 신작(新作)이다. 향 우측의 제1상은 승형의 머리에 두 손으로 합장한 젊은 모습의 나한상으로서 얼굴의 형태와 이목구비의 표현은 본존석가상이나 아난존자와 매우 유사하며 원령의 내의에 가사를 입었는데, 암좌의 정면에는 괴수면이 새겨져 있다. 그 옆의 나한상은 착의형식은 앞의 나한상과 같은데, 오른쪽 무릎을 세운 윤왕좌의 자세이며 무릎위에 손을 올려놓고 있다. 향 우측 제3상은 신작(新作)으로 왼손에는 보주를 쥐고 유희좌의 좌세로 앉아 있다. 제4상은 무릎위에 올려놓은 왼손에 긴 염주를 들었고 오른손은 오른 무릎 위에 놓았는데, 손가락을 구부린 표현이 재미있다. 제5상은 두 손을 마주 포개어 배위에 올려놓은 단정한 자세로 앉아 있으며, 제6상은 같은 형태의 승형 나한상으로 왼 무릎을 세운 윤왕좌로 앉아 오른손에 경권을 쥐고 있다. 제7상은 신작으로 유희좌로 앉아 등을 긁고 있다. 제8상은 두 손위에 경책을 펼쳐들고 있다.
다음으로 향 좌측의 나한상은 제1상은 가사의 앞섶을 풀어헤쳐서 상체의 나신이 드러나며 의자에 앉은 의상인데 오른손으로 동자를 안고 있다. 제2상은 가사위에 두건을 덮어쓰고 두 손을 옷속에 가린 나한상이며, 그 옆의 제3상은 신작(新作)으로 오른손에는 석장, 왼손에는 염주를 들고 있다. 제4상은 두 손위에 경책을 펼쳐 든 모습이 향 우측 제8상과 유사하다. 제5상은 오른 무릎을 세워서 몸쪽에 붙이고 두손으로 무릎을 감싼 자세로 앉았는데, 이와 같은 유형은 오대와 송대의 나한상에서 보이며 원래는 세운 무릎위에 얼굴을 기대고 앉아있는 경우도 있다. 제6상은 신작으로 무릎을 세우고 앉아 그 위에 왼손을 올려놓았다. 제7상은 제4상과 마찬가지로 두 손위에 경책을 펼쳐든 나한상이며 제8상은 손의 모습으로 보아서 원래는 지물을 갖고 있었던 듯하다.
십육나한상은 전체적으로 개성이 느껴지지 않는 획일화된 얼굴과 경직된 신체의 표현에서 조선말기 나한상의 특징을 보이고 있는데, 이 상들이 봉안되어있는 영산전 후불탱화 화기의 내용으로 미루어 볼 때, 1895년 경에 조성된 것으로 추정되어 조선 말기의 기년작으로서 중요한 예라고 생각된다. 함께 섞여있는 신작(新作)의 나한상들은, 향 우측의 나한상들 가운데 세 번째와 일곱 번째 상, 향 좌측의 나한상 가운데 세 번째와 여섯 번째 상으로, 원래의 나한상들보다 체구와 두부가 크며 얼굴의 표현도 다르다.
봉은사 영산전 십육나한상은 현재 4구를 잃어 원상(原象)은 12구만 전하고 있으나 조각적으로 우수하고 1895년이라는 정확한 조성시기를 알 수 있는 조선시대 십육나한상으로서 매우 중요한 예이므로 신작을 제외한 12구만을 서울시 유형문화재로 지정한다.

## 참고 자료
- 봉은사 목 십육나한상 - 국가유산청 국가유산포털